# Fuerza de Policía de Reserva Central
La Fuerza de Policía de Reserva Central (CRPF) es la rama de la Fuerza de Policía Armada Central más grande de la India. Funciona bajo la autoridad del Ministerio de Asuntos Interiores (MHA) del Gobierno de India. La función primaria del CRPF es en asistir en los estados y territorios de la unión en operaciones policiales para mantener orden público y contrarrestar insurgencias. Fue fundada como Policía Representativa de la Corona el 27 de julio de 1939. Después de Independencia india, se convirtieron en la Fuerza de Policía de Reserva Central obre la promulgación de la Ley CRPF el 28 de diciembre de 1949.
Además orden público y acciones anti insurgencia, el CRPF ha jugado una función cada vez más grande en las elecciones generales de India. Esto es especialmente cierto para el inestable estados de Jammu y Cachemira, Bihar y en el Noreste, siendo zonas en azotadas por insurgencias. Durante las elecciones Parlamentarias de septiembre de 1999, el CRPF jugó una función importante en los arreglos de seguridad. Años después, miembros del CRPF también están siendo desplegados en misiones de pacificación de la ONU.
Con 246 batallones y varios establecimientos, el CRPF está considerado la fuerza del orden  más grande y tiene una fuerza total de más de 300,000 personal tan solo en 2019.

## Misión
La misión de la Fuerza Policial de Reserva Central será permitir que el gobierno mantenga el Estado de derecho, el orden público y la seguridad interna de manera eficaz y eficiente para preservar la integridad nacional y promover la armonía social y el desarrollo defendiendo la supremacía de la Constitución.
Al realizar estas tareas con el mayor respeto por la dignidad humana y la libertad de los ciudadanos de la India, la fuerza se esforzará por lograr la excelencia en la gestión de la seguridad interna y las calamidades nacionales poniendo el Servicio y la Lealtad por encima de uno mismo.

## Historia
- El CRPF deriva del CRP (la policía de Representante de Corona) el 27 de julio de 1939 con 2 batallones en Nimach [Significa Cuartel General de Artillería y Caballería Montada del Norte de la India], Madhya Pradesh. Su deber principal era el de proteger a los residentes británicos en la India.[2]
- En 1949, el CRP fue refundado por el acta de CRPF. Durante los años 60´s, muchos batallones de la policía de reserva estatal se fusionaron con el CRPF. El CRPF ha estado activo contra la invasión extranjera y la insurgencia interna.
- El 21 de octubre de 1959, SI Karam Singh y 20 soldados estuvieron atacados por el Ejército chino en Primaveras Calientes en Ladakh resultando en 10 soldados muertos. Los supervivientes estuvieron encarcelados. Desde entonces, 21 octubre está observado como día nacional de Conmemoración Policial, a través de todos los  estados en India.[3]
- En la noche intermedia del 8 y 9 de abril de 1965, 3500 hombres de la 51.ª Brigada de Infantería de Pakistán, que comprendía 18 Punjab Bn, 8 Frontier Rifles y 6 Baluch Bn, lanzaron sigilosamente la operación "Desert Hawk" contra los puestos fronterizos en Rann of Kutch. Fue al valor del jefe de policía Bhawana Ram desplegado en el parámetro este de Sardar Post, cuyo valiente acto fue en gran medida fundamental para desmoralizar a los intrusos y obligarlos a retirarse del puesto.

Hay pocos paralelos de tal batalla y el entonces ministro del Interior de la Unión la calificó muy apropiadamente como una "Batalla militar", no como una batalla policial. El servicio y su sacrificio ya no necesitarán volver a los viejos registros para su apreciación, ya que ese momento histórico se recogerá para celebrarlo como el "Día del valor" de la Fuerza después de un año.
- El CRPF protegió la frontera entre India y Pakistán hasta 1965, momento en el que se creó la Fuerza de Seguridad Fronteriza para ese propósito.
- En el ataque al Parlamento de la India de 2001, las tropas de la CRPF mataron a los cinco terroristas que habían entrado en las instalaciones del Parlamento de la India en Nueva Delhi.
- Cuando 5 terroristas armados intentaron asaltar el Complejo Ram Janambhoomi en Ayodhya el 5 de julio de 2005 y penetraron los anillos de seguridad exteriores, fueron desafiados por CRPF que formaba el anillo de seguridad interior. Shri Vijeto Tinyi, AC y Shri Dharambir Singh, jefe de policía, quienes exhibieron una valentía ejemplar fueron premiados con el 'Shaurya Chakra'.[4]
- En 2008, se agregó al CRPF un ala llamada Commando Battalion for Resolute Action (CoBRA) para contrarrestar el movimiento naxalita.
- El 2 de septiembre de 2009, se desplegaron 5000 soldados de CRPF en una misión de búsqueda y rescate para encontrar al entonces ministro principal de Andhra Pradesh, YS Rajasekhara Reddy, cuyo helicóptero desapareció sobre la cordillera forestal de Nallamalla en Andhra Pradesh. Esta fue la operación de búsqueda más grande jamás realizada en la India.
- En los últimos años, el Gobierno de la India ha decidido dar seguimiento a las recomendaciones del gabinete indio de utilizar cada organismo de seguridad para el fin que se le ha encomendado. Como resultado, las operaciones de contrainsurgencia en la India se han confiado a la CRPF.

La Fuerza Policial de Reserva Central (CRPF) es la principal fuerza policial central de la Unión de la India para la seguridad interna. Constituida originalmente como Policía Representativa de la Corona en 1939, es una de las fuerzas paramilitares centrales más antiguas (ahora denominada Fuerza de Policía Armada Central). CRPF se planteó como una secuela de la inestabilidad política y las agitaciones en los entonces estados principescos de la India tras la Resolución de Madrás del Comité del Congreso de toda la India en 1936 y el deseo cada vez mayor del Representante de la Corona de ayudar a la gran mayoría de los Estados nativos para preservar la ley y el orden como parte de la política imperial.
Después de la Independencia, la fuerza pasó a llamarse Fuerza de Policía de Reserva Central por una Ley del Parlamento el 28 de diciembre de 1949. Esta Ley constituyó CRPF como una fuerza armada de la Unión. Sardar Vallabhbhai Patel, el entonces ministro del Interior, visualizó un papel multidimensional para él en sintonía con las necesidades cambiantes de una nación recién independizada.
A principios de la década de 1950, todos apreciaron el desempeño de los destacamentos CRPF en Bhuj, la entonces Unión de los estados de Patiala y East Punjab (PEPSU) Patiala y la Unión de los estados de East Punjab y Chambal. La fuerza jugó un papel importante durante la fusión de los estados principescos en la Unión India. Ayudó al Gobierno de la Unión a disciplinar a los estados principescos rebeldes de Junagarh y al pequeño principado de Kathiawar en Guyarat, que se había negado a unirse a la Unión India.
Poco después de la independencia, se enviaron contingentes de CRPF a las fronteras de Kutch, Rayastán y Sindh para controlar la infiltración y los delitos transfronterizos. Posteriormente, fueron desplegados en la frontera de Pakistán en Jammu y Cachemira tras los ataques lanzados por los infiltrados paquistaníes. El CRPF llevó la peor parte del primer ataque chino a la India en Hot Springs (Ladakh) el 21 de octubre de 1959. Una pequeña patrulla del CRPF fue emboscada por los chinos en la que diez de sus hombres hicieron su sacrificio supremo por el país. Su martirio el 21 de octubre se recuerda en todo el país como el Día de la Conmemoración de la Policía cada año.
Durante la guerra sino-india de 1962, la Fuerza una vez más ayudó al ejército indio en Arunachal Pradesh. Ocho miembros del personal de CRPF murieron en acción. En las guerras Indo-Pakistaní de 1965 y de 1971, la Fuerza también luchó hombro con hombro con el ejército indio, tanto en las fronteras occidental como oriental.
Por primera vez en la historia de las fuerzas paramilitares en la India, trece compañías de CRPF, incluido un destacamento de mujeres, fueron transportadas por aire para unirse a la Fuerza de Mantenimiento de la Paz de la India en Sri Lanka para luchar contra los guerrilleros Además, el personal de CRPF también fue enviado a Haití, Namibia, Somalia y Maldivas para hacer frente a la situación de orden público.

## Conflictos y operaciones

### Misión en Sri Lanka
El papel del CRPF y los servicios prestados también se han extendido más allá de las fronteras de la nación. Los servicios prestados por CRPF en Sri Lanka como parte de IPKF, como parte de la Fuerza de Mantenimiento de la Paz de la ONU en Namibia, Somalia, Haití, Maldivas y también en Bosnia dicen mucho sobre la capacidad, agilidad, versatilidad y confiabilidad de la Fuerza para adaptarse. a cualquier situación de conflicto en todo el mundo. Actualmente, un contingente de 240 miembros de la RAF está desplegado en KOSOVO, ya que la Misión de la ONU en Kosovo debe brindar protección y seguridad a los funcionarios de la ONU, la policía civil de la ONU, el control de multitudes, etc. , humanitario y para ayudar a las actividades del TPIY.

### Misión en Haíti
Haití estuvo bajo el mando del Consejo Nacional de Gobierno en 1986 bajo Jean Claude Duvalier. El país pasó por una serie de inestabilidad política pasando de un gobierno militar a otro de 1986 a 1991. El país experimentó 4 golpes militares. En 1991, el gobierno militar fue reemplazado por un joven sacerdote Jean Bertrand Aristide, quien asumió el cargo de presidente después de las elecciones de noviembre de 1990. Fue derrocado después de 7 meses en septiembre de 1991 por el General Cadres. El Sacerdote Jean Bertrand Aristide tomó asilo en los Estados Unidos con las tropas estadounidenses que se preparaban para ingresar a Haití bajo las órdenes del presidente Bill Clinton de los Estados Unidos. El Viento se mostró favorable al regreso de Aristide al poder al realizar elecciones en Haití en octubre de 1994.
Un contingente de 120 hombres seleccionados de las unidades CRPF y RAF se formó, entrenó y equipó para funciones en 103 RAF en Delhi y fueron enviados a Haití el 31 de marzo de 1994. Este contingente, entonces llamado Compañía, trabajó en Haití para diversas tareas durante las elecciones como parte del contingente del Ejército de EE. UU. que formaba el Batallón de Policía Militar 504 (Combatientes de Dragones) bajo la Misión de la ONU en HAITÍ (UNMIH).

### Misión en Liberia
En una solicitud especial de las Naciones Unidas y la dirección del Gobierno. de la India/Ministerio del Interior, se formó una Unidad de Policía Femenina (FFPU) completamente formada con personal de Mahila CRPF que se desplegó en Liberia durante febrero de 2007, como parte de una fuerza de mantenimiento de la paz de la ONU en la nación africana devastada por los conflictos.
De las 23 naciones desplegadas allí, solo India tiene el privilegio de tener un equipo exclusivo de mujeres allí, y fue el primer equipo exclusivo de mujeres de policía que entró en acción en cualquier fuerza de mantenimiento de la paz de la ONU.
Este despliegue todavía está en marcha como parte de la misión de la ONU, sin embargo, ahora también se complementa con un contingente masculino. El mandato de cada contingente es de un año. En la actualidad, se han desplegado en Liberia el 8.º lote de contingentes femeninos y el 5.º lote de contingentes masculinos.

### Operaciones en Cachemira
CRPF está desplegado en Jammu y Cachemira por varias razones. Su función incluye realizar recorridos de seguridad tanto a instalaciones vitales como a carreteras, etc. De hecho, su forma de operar supera incluso algunas brigads del ejército que allí opera. Son los más activos del valle junto con el JKP SOG.

### Fuerza de Acción Rápida
La Fuerza de Acción Rápida (en inglés, Rapid Action Force) es un ala especializada de la Fuerza de Policía de Reserva Central de la India, para enfrentar disturbios, operaciones de rescate y situaciones de control de multitudes.